# B'z The Best XXV 1999-2012
B'z The Best XXV 1999-2012 é a décima primeira coletânea da banda japonesa de hard rock B'z, lançada em 12 de junho de 2013 pela Vermillion Records ao mesmo tempo que outra coletânea, B'z The Best XXV 1988-1998, e é parte da celebração de 25 anos da banda. Alcançou a segunda colocação da parada Oricon, ficando atrás apenas da própria B'z The Best XXV 1988-1998. O mesmo aconteceu na Billboard Japan Top Albums.
As faixas do álbum são singles lançados pela banda entre 1998 e 2012, incluindo duas faixas inéditas: "Yūtopia" e "Q&A"; a primeira foi usada como tema de abertura de Doctors 〜最強の名医〜, da TV Asahi; e a segunda foi usada como abertura de Case Closed, da Yomiuri TV.

## Faixas

### Disco um
1. "Giri Giri Chop" (ギリギリchop) - 3:59
2. "Konya Tsuki no Mieru Oka ni" (今夜月の見える丘に) - 4:13
3. "May" - 4:19
4. "Juice" - 4:02
5. "Ring" - 3:59
6. "Ultra Soul" - 3:43
7. "Gold" - 5:36
8. "Atsuki Kodō no Hate" (熱き鼓動の果て) - 4:05
9. "It's Showtime!!" - 4:00
10. "Yasei no Energy" (野性のENERGY) - 4:39
11. "Banzai" - 3:51
12. "Arigato" - 4:59
13. "Ai no Bakudan" (愛のバクダン) - 4:22
14. "Ocean" - 5:29

### Disco dois
1. "Shōdō" (衝動) - 3:18
2. "Yuruginai Mono Hitotsu" (ゆるぎないものひとつ) - 4:38
3. "Splash!" - 3:34
4. "Eien no Tsubasa" (永遠の翼) - 5:11
5. "Super Love Song" - 4:00
6. "Burn (Fumetsu no Face)" (Burn -フメツノフェイス-) - 3:52
7. "Ichibu to Zenbu" (イチブトゼンブ) - 4:12
8. "Dive" - 3:00
9. "My Lonely Town" - 3:38
10. "Sayonara Kizu Darake no Hibi yo" (さよなら傷だらけの日々よ) - 3:43
11. "Don't Wanna Lie" - 4:06
12. "Go for It, Baby (Kioku no Sanmyaku)" (Go for It, Baby -キオクの山脈-) - 4:41
13. "Q&A" - (new song)
14. "Yūtopia" (ユートピア) (new song) - 4:24